# Ложка-виделка

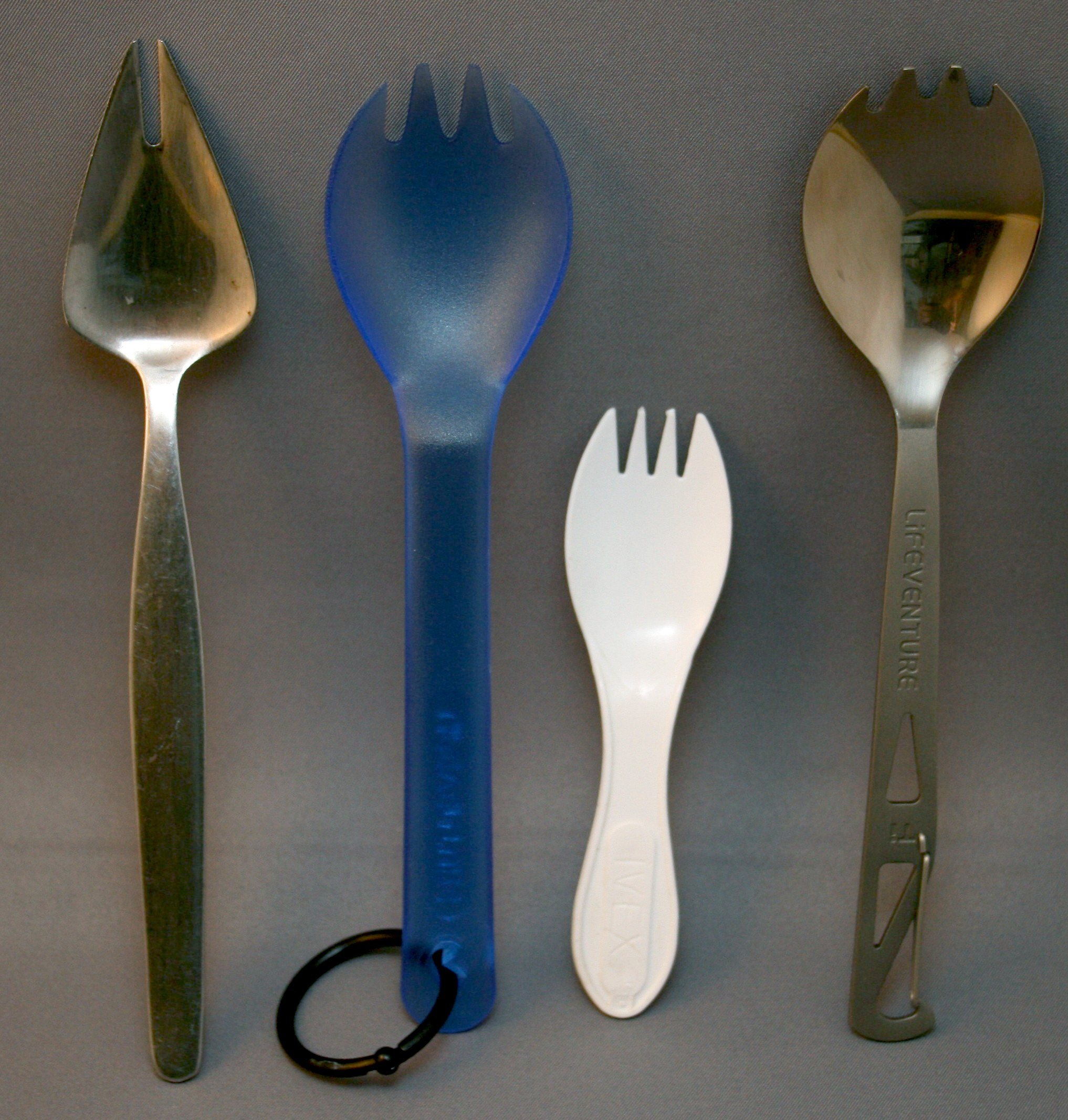
Види

Ложка-виделка (англ. Spork (spoon + fork)) — столовий прибор, що поєднує елементи ложки і виделки. У XVI-XVII століттях виготовлялися виделки зі змінними черпаками, які кріпилися на зубці.

## Опис
У сучасному вигляді ложка-виделка з'явилася в США у 1870-і роки і запатентована в 1874 році. Використовується здебільшого для їжі швидкого приготування. Виготовляється з металу, пластику або дерева. Також іноді вживається назва «спорк» від англійського spork, утвореного від spoon (ложка) і fork (виделка). Ложка з зубцями також є класичним прибором для морозива. Через можливість економити місце і маленьку вагу ложка-виделка широко застосовується, як столовий прилад для екстремального туризму та альпінізму. Часто ложка-виделка для походів має механізм складання ручки для зменшення розмірів.